# ALWAYS (D-51の曲)
「ALWAYS」（オールウェイズ）は、D-51の5作目のシングル。2005年10月26日発売。

## 概要
映画『ALWAYS 三丁目の夕日』の主題歌であり、元々出来ていたメロディーにYASUが映画の台本を読んで歌詞をのせた作品。歌詞は「いつも変わらないもの」をテーマにしている。

## 収録曲
全編曲：IKUMA
1. ALWAYS (4:55)
  - 作詞：吉田安英／作曲：IKUMA
2. ロケット公園 (4:54)
  - 作詞・作曲：上里優
3. サヴァイバー (4:38)
  - 作詞：D-51／作曲：上里優
  - 2曲目収録の「ロケット公園」をスタッフに持っていったときに、「アップテンポの曲じゃないの?」と言われ、その後急遽30分で作り上げた曲。
4. ALWAYS－Back Track－ (4:55)